# مقاطعة هسينشو
مقاطعة هسينشو : هي مقاطعة في تايوان، تقع في مقاطعة تايوان، بلغ عدد سكانها 557,010  نسمة وذلك حسب إحصائيات سنة ديسمبر 2018، عاصمتها زهوبي، تبلغ مساحتها 1,428 كيلومتر مربع.

## الموقع
تشترك في الحدود مع:
- تاي شانغ.

## التقسيمات الإدارية
- هوكو
- إيمي